# Peltigera
Peltigera è un genere di circa 100 specie di licheni fogliosi della famiglia delle Peltigeraceae.  Le specie di Peltigera sono spesso terricole (crescono sul terreno), ma possono anche trovarsi su muschio, alberi, rocce e molti altri substrati in molte parti del mondo.
La maggior parte delle specie di Peltigera hanno il cianobatterio Nostoc come fotobionte dominante, ma alcune fanno simbiosi con l'alga Coccomyxa. La presenza sia di un'alga verde che di un cianobatterio rende alcuni organismi tripartiti; in questo caso mostrano strutture simili a verruche scure contenenti il terzo partner, Nostoc (cefalodi). Grazie alla loro capacità di fissare l'azoto presente nell'atmosfera, questi licheni influenzano la composizione del suolo.

## Descrizione
Le specie di Peltigera sono fogliose, con ampi talli lobati. Sebbene la dimensione dei talli sia variabile e dipendente dalla specie, in alcune specie i talli possono crescere molto grandi, fino a 30 cm di diametro. Il colore della superficie superiore può variare dal grigio opaco, al marrone o al verdastro. Le superfici inferiori sono tipicamente prive di cortex (a differenza di altri licheni fogliosi ), e cotonose, spesso con ife fungine fuse. In alcune specie possono essere presenti alcune strutture riproduttive come isidi e soredi. Tutte le specie di Peltigera si associano ai cianobatteri azotofissatori Nostoc.

### Habitat
Le principali specie di Peltigera vivono principalmente l terreno, ma possono essere trovate anche sui muschi o sul legno morto. Alcune specie vengono utilizzate come indicatori della successione forestale.

## Distribuzione
Le specie di Peltigera hanno una distribuzione molto ampia e si trovano in tutti i continenti. Ci sono 34 specie nordamericane, 30 specie europee, 25 specie del Sud America e 16 specie della Nuova Zelanda. In Cina sono state trovate 27 specie di Peltigera.

## Specie
- Peltigera alkalicola Kaasalainen (2022) – Tanzania
- Peltigera aphthosa (L.) Willd. (1787)

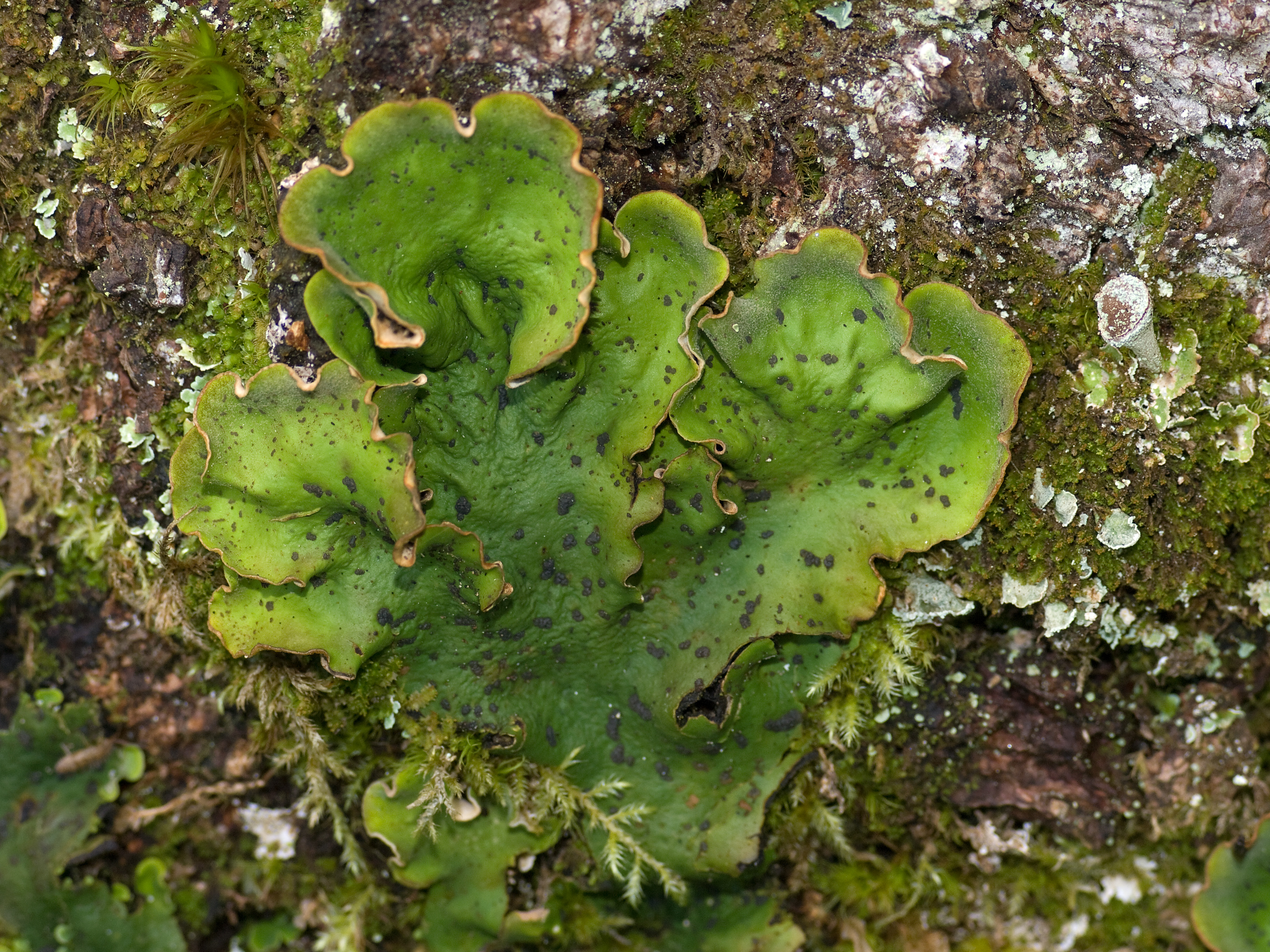
Peltigera aftosa

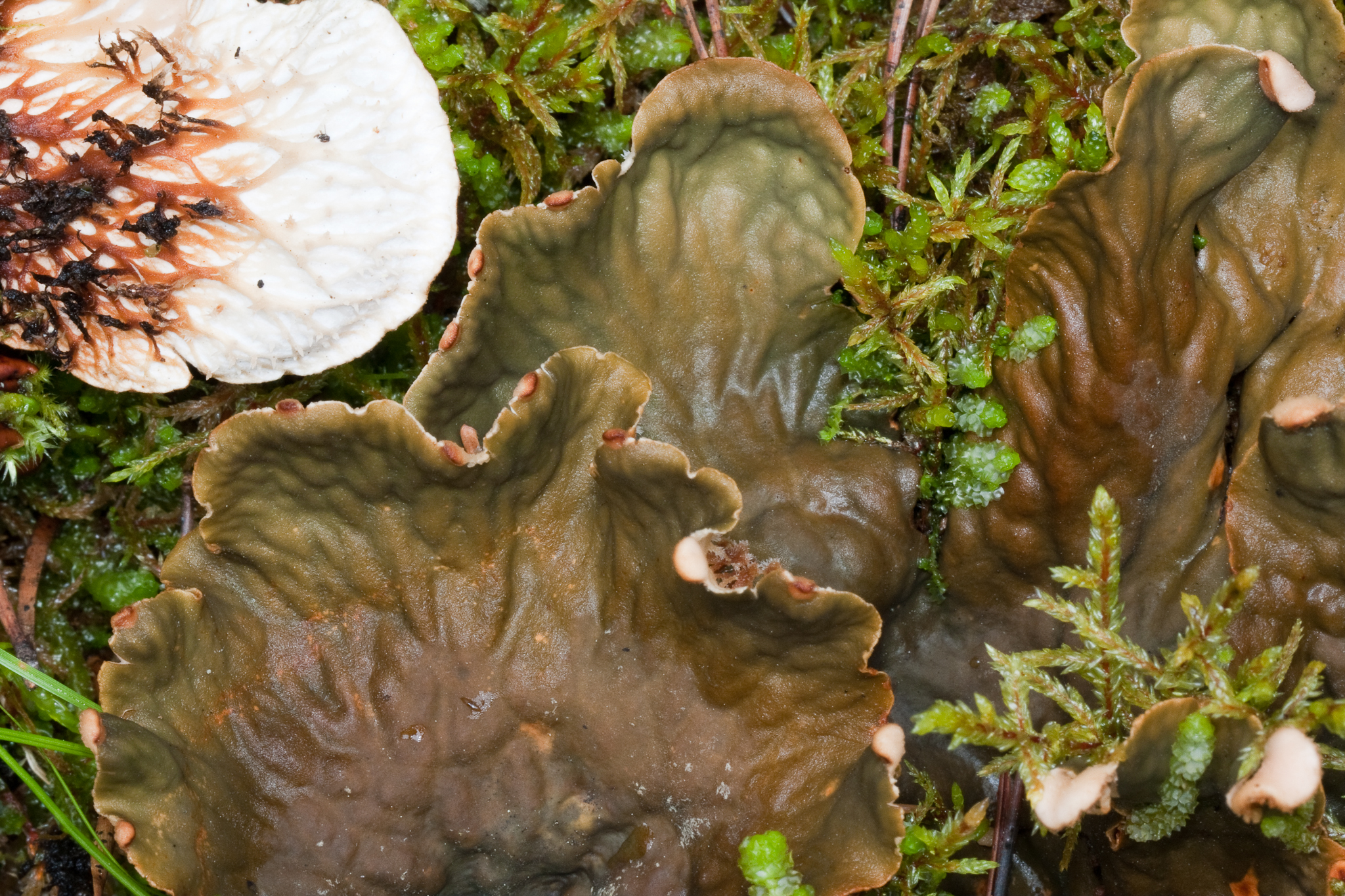
Peltigera cinnamomea

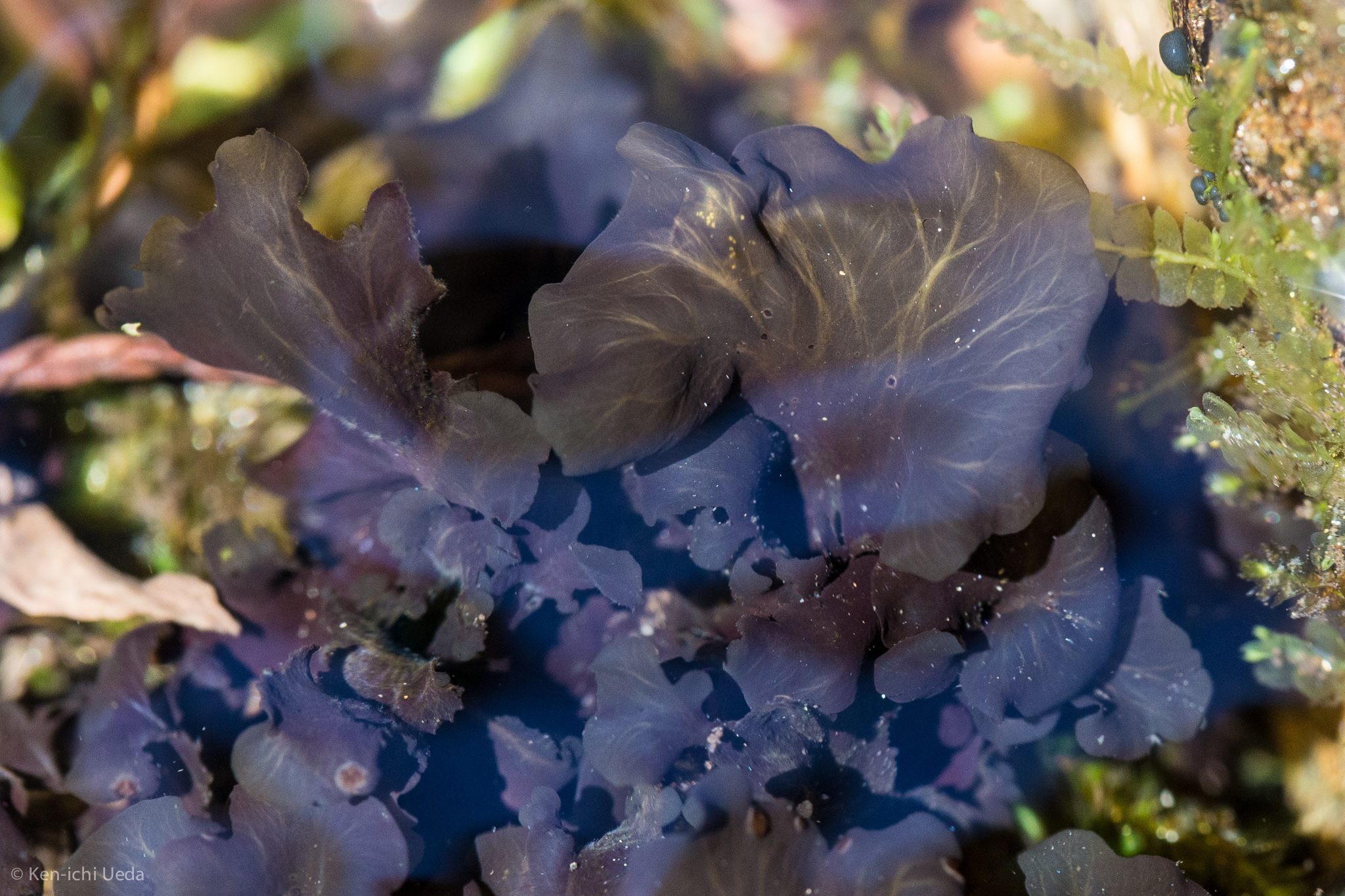
Peltigera spp.

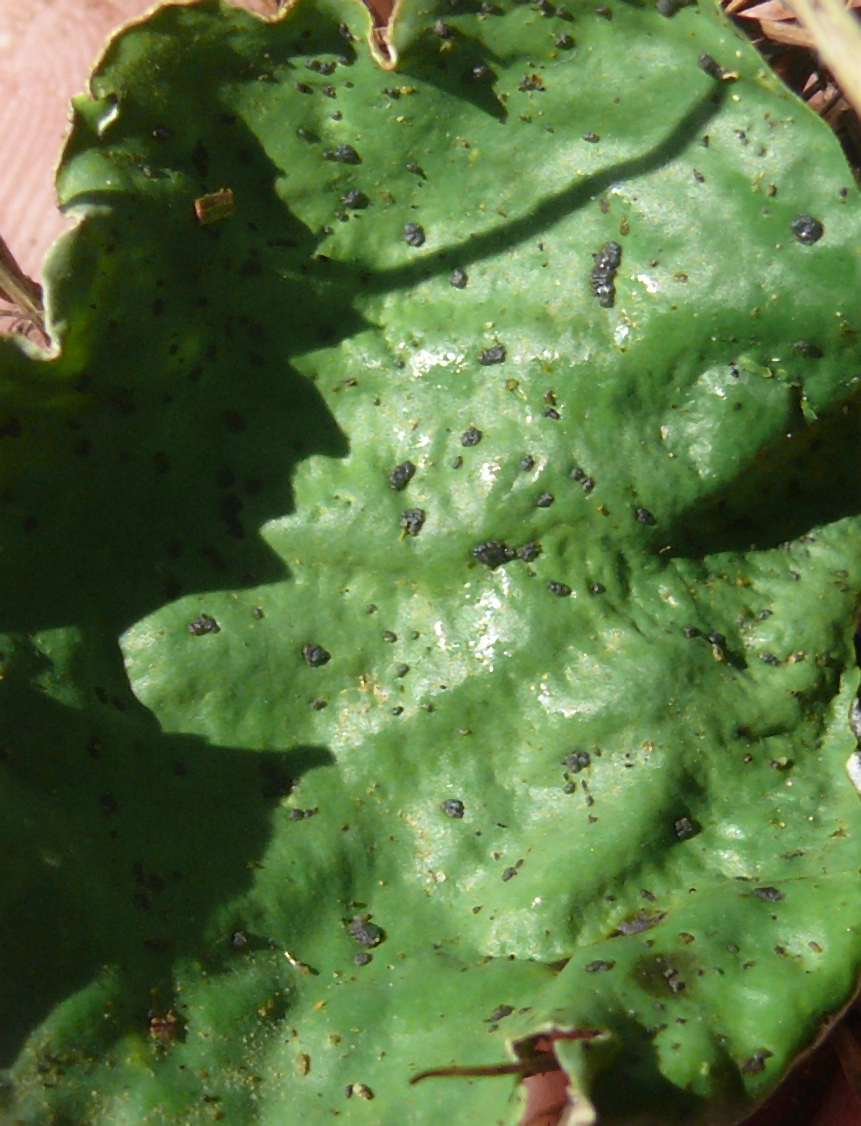
Peltigera leucoflebia

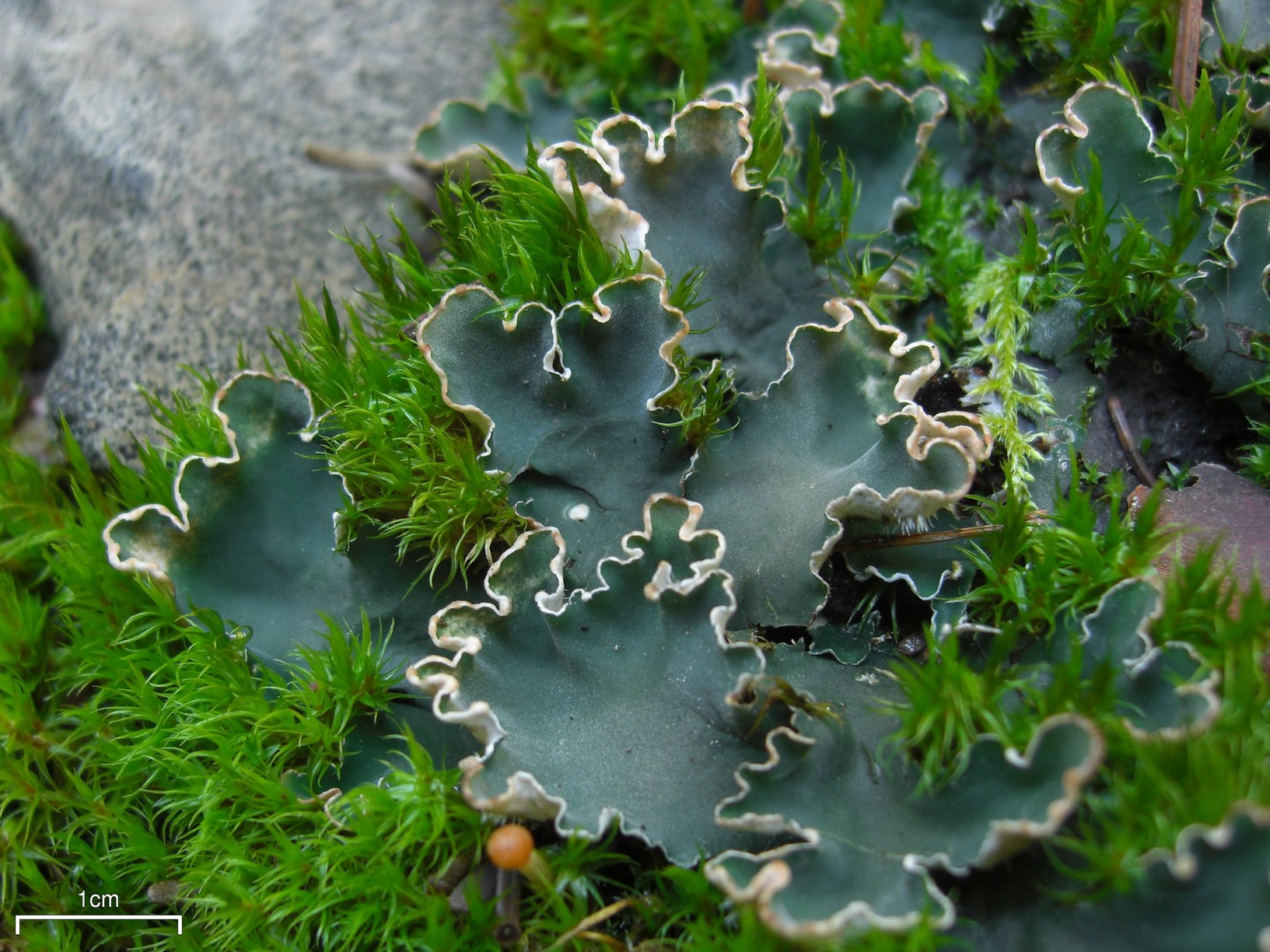
Peltigera malacea

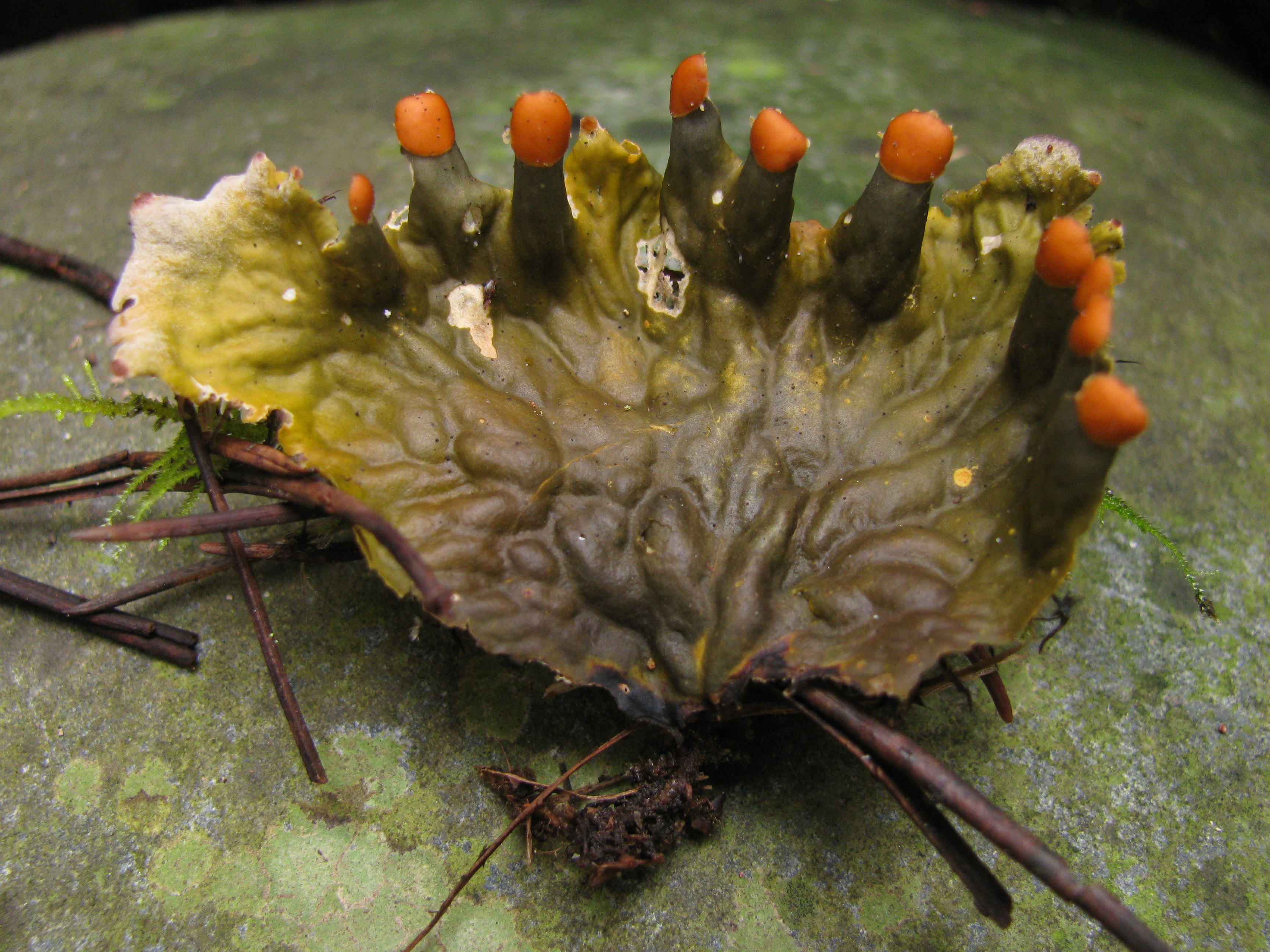
Peltigera membranacea

- Peltigera appalachiensis Magain, Miadl. & Sérus. (2023)
- Peltigera aquatica Miądl. & Lendemer (2014)
- Peltigera asiatica Magain, Goffinet, Miadl. & Sérus. (2023)
- Peltigera borealis Magain, Miadl. & Sérus. (2023)
- Peltigera borinquensis Magain, Merc.-Díaz, Miadl. & Sérus. (2023)
- Peltigera britannica (Gyeln.) Holt.-Hartw. & Tønsberg (1983)
- Peltigera canina (L.) Willd. (1787)
- Peltigera castanea Goward, Goffinet & Miądl. (2003)
- Peltigera chabanenkoae Magain, Miadl. & Sérus. (2023)
- Peltigera chionophila Goward & Goffinet (2000) – Nord America
- Peltigera cinnamomea Goward (1995) – Nord-ovest Nord America
- Peltigera clathrata Magain, Goward, Miadl. & Sérus. (2023)
- Peltigera collina (Ach.) Schrad. (1801)
- Peltigera degenii Gyeln. (1927)
- Peltigera didactyla (With.) J.R.Laundon (1984)
- Peltigera dilacerata (Gyeln.) Gyeln. (1932)
- Peltigera dolichorhiza (Nyl.) Nyl. (1888)
- Peltigera elisabethae Gyeln. (1927)
- Peltigera elixii Magain, Goffinet, Miadl. & Sérus. (2023)
- Peltigera esslingeri Magain, Miadl. & Sérus. (2023)
- Peltigera evansiana Gyeln. (1931)
- Peltigera extenuata (Nyl. ex Vain.) Lojka (1886)
- Peltigera fibrilloides (Gyeln.) Vitik. (1998)
- Peltigera fimbriata Vitik., Sérus., Goffinet & Miądl. (2009) – Papua Nuova Guinea
- Peltigera flabellae Magain, Goward, Miadl. & Sérus. (2023)
- Peltigera frigida R.Sant. (1944)
- Peltigera frippii Holt.-Hartw. (1988) – Norvegia
- Peltigera gallowayi Magain, Miadl. & Sérus. (2023)
- Peltigera gowardii Lendemer & H.E.O'Brien (2011) – Nord-ovest Nord America
- Peltigera granulosa Sérus., Goffinet, Miądl. & Vitik. (2009) – Papua Nuova Guinea
- Peltigera hawaiiensis Vitik., Magain, Miadl., & Sérus. (2023)
- Peltigera hokkaidoensis Magain, Miadl. & Sérus. (2023)
- Peltigera holtanhartwigii Magain, Miadl. & Sérus. (2023)
- Peltigera horizontalis (Huds.) Baumg. (1790)
- Peltigera hydrophila W.R.Buck, J.Miadlikowska & N.Magain (2020) – Chile
- Peltigera hydrothyria Miądl. & Lutzoni (2000)
- Peltigera hymenina (Ach.) Delise (1830)
- Peltigera isidiophora L.F.Han & S.Y.Guo (2015) – Cina
- Peltigera islandica T.Goward & S.S.Manoharan-Basil (2016) – Islanda
- Peltigera itatiaiae Magain, Miądl. & Sérus. (2023)
- Peltigera koponenii Sérus., Goffinet, Miądl. & Vitik. (2009) – Papua Nuova Guinea
- Peltigera kristinssonii Vitik. (1985) – Islanda
- Peltigera kukwae Magain, Miadl. & Sérus. (2023)
- Peltigera lactucifolia (With.) J.R.Laundon (1984)
- Peltigera lairdii C.W.Dodge & E.D.Rudolph (1955) – Antartide
- Peltigera latiloba Holt.-Hartw. (2005) – Alaska (USA); Norvegia
- Peltigera lepidophora (Vain.) Bitter (1904)
- Peltigera leptoderma Nyl. (1860)
- Peltigera leucophlebia (Nyl.) Gyeln. (1926)
- Peltigera malacea (Ach.) Funck (1827)
- Peltigera massonii Magain, Miadl. & Sérus. (2023)
- Peltigera melanorrhiza Purvis, P.James & Vitik. (1993)
- Peltigera membranacea (Ach.) Nyl. (1887)
- Peltigera mikado Magain, Goffinet, Miadl. & Sérus. (2023)
- Peltigera montis-wilhelmii Sérus., Goffinet, Miądl. & Vitik. (2009) – Papua Nuova Guinea
- Peltigera neckeri Hepp ex Müll.Arg. (1862)
- Peltigera neodegenii L.F.Han, S.Y.Guo & X.M.Xu (2018) – Cina
- Peltigera neopolydactyla (Gyeln.) Gyeln. (1932)
- Peltigera neorufescens Goward & Manoharan-Basil (2016)
- Peltigera nigriventris Magain, Goward, Miadl. & Sérus. (2023)
- Peltigera occidentalis (E.Dahl) Kristinsson (1968)
- Peltigera orientalis Magain, Jüriado, Miadl. & Sérus. (2023)
- Peltigera pacifica Vitik. (1985) – Canada
- Peltigera papuana Sérus., Goffinet, Miądl. & Vitik. (2009) – Papua Nuova Guinea
- Peltigera phyllidiosa Goffinet & Miądl. (1999)
- Peltigera polydactylon (Neck.) Hoffm. (1789)
- Peltigera ponojensis Gyeln. (1931)
- Peltigera praetextata (Flörke ex Sommerf.) Zopf (1909)
- Peltigera pulverulenta (Taylor) Nyl. (1860)
- Peltigera pusilla (Fr.) Körb. (1855)
- Peltigera rangiferina Magain, Miadl. & Sérus. (2023)
- Peltigera retifoveata Vitik. (1985) – Finlandia
- Peltigera rufescens (Weiss) Humb. (1793)
- Peltigera rufescentiformis (Gyeln.) C.W.Dodge (1964)
- Peltigera scabrosa Th.Fr. (1860)
- Peltigera scabrosella Holt.-Hartw. (1988) – Norvegia
- Peltigera seneca Magain, Miądl. & Sérus. (2016)
- Peltigera serusiauxii Magain, Miadl., Goffinet & Ant. Simon (2020)
- Peltigera shennongjiana Han & Guo (2016) – Cina
- Peltigera sipmanii Magain, Miadl. & Sérus. (2023)
- Peltigera sorediifera (Nyl.) Vitik. (2008)
- Peltigera stanleyensis Magain, Goffinet, Miadl. & Sérus. (2023)
- Peltigera subhorizontalis Gyeln. (1932)
- Peltigera tartarea (Llano) Vitik. (2006)
- Peltigera tereziana Gyeln. (1928)
- Peltigera ulcerata Müll.Arg. (1880)
- Peltigera vainioi Gyeln. (1928)
- Peltigera venosa (L.) Hoffm. (1789)
- Peltigera vitikainenii Magain, Miadl., Goward & Sérus. (2023)
- Peltigera weberi Sérus., Goffinet, Miądl. & Vitik. (2009) – Papua Nuova Guinea
- Peltigera willdenowii Magain, Miadl. & Sérus. (2023)
- Peltigera wulingensis L.F.Han & S.Y.Guo (2013) – Canada; Cina; Norvegia; Russia